# العلاقات المغربية الفيجية
العلاقات المغربية الفيجية هي العلاقات الثنائية التي تجمع بين المغرب وفيجي.

## مقارنة بين البلدين
هذه مقارنة عامة ومرجعية للدولتين:
| وجه المقارنة                                              | المغرب                                 | فيجي                                                                 |
| --------------------------------------------------------- | -------------------------------------- | -------------------------------------------------------------------- |
| المساحة (كم2)                                             | 710.85 ألف                             | 18.27 ألف                                                            |
| عدد السكان (نسمة)                                         | 36.07 مليون                            | 915.30 ألف                                                           |
| الكثافة السكانية (ن./كم²)                                 | 50.74                                  | 50.1                                                                 |
| العاصمة                                                   | الرباط                                 | سوفا                                                                 |
| اللغة الرسمية                                             | اللغة العربية، أمازيغية معيارية مغربية | لغة إنجليزية، اللغة الفيجية، اللغة الفيجي الهندية، اللغة الهندستانية |
| العملة                                                    | درهم مغربي                             | دولار فيجي                                                           |
| الناتج المحلي الإجمالي (بليون دولار)                      | 109.14 مليار                           | 5.06 مليار                                                           |
| الناتج المحلي الإجمالي (تعادل القوة الشرائية) بليون دولار | 274.06 مليار                           | 8.32 مليار                                                           |
| الناتج المحلي الإجمالي الاسمي للفرد دولار أمريكي          | 2.88 ألف                               | 4.96 ألف                                                             |
| الناتج المحلي الإجمالي للفرد دولار أمريكي                 | 7.49 ألف                               | 8.79 ألف                                                             |
| مؤشر التنمية البشرية                                      | 0.628                                  | 0.727                                                                |
| رمز المكالمات الدولي                                      | +212                                   | +679                                                                 |
| رمز الإنترنت                                              | .ma                                    | .fj                                                                  |
| المنطقة الزمنية                                           | ت ع م+01:00                            | ت ع م+12:00                                                          |

## منظمات دولية مشتركة
يشترك البلدان في عضوية مجموعة من المنظمات الدولية، منها:
| علم المنظمة | اسم المنظمة                               | تاريخ انضمام المغرب | تاريخ انضمام فيجي |
| ----------- | ----------------------------------------- | ------------------- | ----------------- |
|             | المنظمة الهيدروغرافية الدولية             | ?                   | ?                 |
|             | الاتحاد البريدي العالمي                   | ?                   | ?                 |
|             | يونسكو                                    | 7 نوفمبر 1956       | 14 يوليو 1983     |
|             | البنك الدولي للإنشاء والتعمير             | 25 أبريل 1958       | 28 مايو 1971      |
|             | منظمة التجارة العالمية                    | 1995                | ?                 |
|             | وكالة ضمان الاستثمار متعدد الأطراف        | 17 سبتمبر 1992      | 24 سبتمبر 1990    |
|             | الاتحاد الدولي للاتصالات                  | 1 نوفمبر 1956       | 5 مايو 1971       |
|             | منظمة الشرطة الجنائية الدولية             | ?                   | ?                 |
|             | مؤسسة التمويل الدولية                     | 30 أغسطس 1962       | 12 يوليو 1979     |
|             | الأمم المتحدة                             | 12 نوفمبر 1956      | 13 أكتوبر 1970    |
|             | مؤسسة التنمية الدولية                     | 29 ديسمبر 1960      | 29 سبتمبر 1972    |
|             | منظمة حظر الأسلحة الكيميائية              | ?                   | ?                 |
|             | المركز الدولي لتسوية المنازعات الاستشارية | 10 يونيو 1967       | 10 سبتمبر 1977    |

## وصلات خارجية
- موقع وزارة الخارجية المغربية
- موقع وزارة الخارجية الفيجية